# Sapogne-sur-Marche
 Sapogne-sur-Marche  là một xã ở tỉnh Ardennes, thuộc vùng Grand Est ở phía bắc nước Pháp.